# Culture occitane
 (janvier 2019).
Si vous disposez d'ouvrages ou d'articles de référence ou si vous connaissez des sites web de qualité traitant du thème abordé ici, merci de compléter l'article en donnant les références utiles à sa vérifiabilité et en les liant à la section « Notes et références ».

Croix occitane.

La culture occitane s'étend sur toute la partie sud de la France. Par le biais des troubadours, la culture occitane eut un rayonnement européen au Moyen Âge.

## Langue
Il s'agit d'une langue romane européenne; elle est proche du catalan.

## Films
- Farrebique de Georges Rouquier, 1946.
- Les Fleurs de glai de Paul Carpita, court métrage, 1972.
- Histoire d'Adrien de Jean-Pierre Denis, 1980.
- L'Orsalhèr de Jean Fléchet, 1984.
- Malaterra de Philippe Carrese, 2003.
- Le vent fait son tour de Giorgio Diritti, 2005.
- Lenga d'amor de Patrick Lavaud, documentaire, 2013.

## Prénoms occitans
- Liste des prénoms occitans

## Symboles
- Croix occitane
- Étoile à sept branches